# Valeriy Sereda
Pour les articles homonymes, voir Sereda.
Valeriy Sereda, né le 30 juin 1959, est un ancien athlète soviétique, puis azerbaïdjanais, spécialiste du saut en hauteur.
Sa meilleure performance est de 2,37 m, réalisée au meeting de Rieti en septembre 1984, actuel (2018) record national. Il remporte la médaille d'or aux Jeux de l'Amitié de 1984 à Moscou, ex æquo avec Javier Sotomayor.

## Palmarès
| année | compétition            | ville              | résultat | notes |
| ----- | ---------------------- | ------------------ | -------- | ----- |
| 1982  | Championnats d'Europe  | Athènes Grèce      | 5e       |       |
| 1983  | Championnats du monde  | Helsinki, Finlande | 8e       |       |
| 1985  | Jeux mondiaux en salle | Paris, France      | 4e       |       |